# Michałów (Kłomnice)
Pour les articles homonymes, voir Michałów.
Michałów est une localité polonaise de la gmina de Kłomnice, située dans le powiat de Częstochowa en voïvodie de Silésie.